# Quirites
Quirites (lit. "lanceiros", em latim, de quiris, "lança") era o nome antigo dado aos cidadãos da Roma Antiga. Utilizado na frase popular Romanus Quirites (ou Quiritium), indicava o cidadão individual, em contraste com a comunidade como um todo; daí vinha o termo ius Quiritium, no direito romano, que significava a cidadania romana integral. O termo acabou perdendo, com o tempo, a associação militar que tinha devido à concepção original do povo como uma tropa de guerreiros, e passou a ser aplicado (por vezes de maneira depreciativa) aos próprios romanos em assuntos domésticos, enquanto Romani passou a ser reservado para as relações externas. 